# La Mezcla
La Mezcla è un programma radiofonico in onda dal 2022 il sabato sera dove propone generi musicali latin, urban latin e reggaeton a rotazione, mixati da Shorty Dj

## Il Programma
La Mezcla ha una durata di 60 minuti, dove Dj Shorty presenta e mixa le anteprime e i successi latin urban e raggaeton. 